# Klokotnica
Klokotnica – wieś w Bośni i Hercegowinie, w Federacji Bośni i Hercegowiny, w kantonie tuzlańskim, siedziba gminy Doboj Istok. W 2013 roku liczyła 4874 mieszkańców, z czego większość stanowili Boszniacy.